# Ganglion inférieur du nerf glosso-pharyngien
Le ganglion inférieur du nerf glosso-pharyngien (ou ganglion d’Andersch ou ganglion pétreux ) est un ganglion sensitif du nerf glosso-pharyngien. Il est plus grand que le ganglion supérieur du nerf glosso-pharyngien.
Il est situé dans le foramen jugulaire dans la fossette pétreuse (ou fossette pyramidale du ganglion d’Andersch).

## Zone d'innervation
Les neurones pseudo-unipolaires du ganglion inférieur du nerf glossopharyngien assurent l'innervation sensorielle des zones autour de la langue et du pharynx :
- innervation des papilles gustatives sur le 1/3 postérieur de la langue,
- innervation sensorielle générale du tiers postérieur de la langue, du palais mou, des amygdales palatines, du pharynx supérieur et des trompes d'Eustache,
- innervation des cellules baroréceptrices du sinus carotidien
- innervation des cellules chimioréceptrices du glomus carotidien.

Les neurones qui fournissent la sensation gustative ont leur relais synaptiques dans la partie rostrale du noyau du faisceau solitaire.
Les neurones qui fournissent des informations sensorielles générales ont leur relais synaptiques dans le noyau spinal du trijumeau.
Les neurones qui innervent le sinus carotidien et le glomus carotidien ont leur relais synaptiques dans la partie caudale du noyau du faisceau solitaire.

## Nerf tympanique
Le nerf tympanique est la première branche du nerf glossopharyngien. Il se ramifie au niveau du ce ganglion.
Il est important de noter que les axones qui forment le nerf tympanique ne font pas de synapse dans le ganglion inférieur où ils n'ont pas leurs corps cellulaires. Les corps cellulaires neuronaux des axones qui forment le nerf tympanique se trouvent dans le noyau salivaire inférieur et dans le ganglion supérieur du nerf glossopharyngien.